# Ñuble (station)
Ñuble är en tunnelbanestation i tunnelbanesystemet Metro de Santiago i Santiago, Chile. Nästföljande station på linje 5 i riktning mot Plaza de Maipú är Irarrázaval och i riktning mot Vicente Valdés är Rodrigo de Araya. På linje 6 är nästföljande station i riktning mot Cerrillos är Bío-Bío och i riktning mot Los Leones är det Estadio Nacional.